# Crame Col
Crame Col är ett bergspass i Antarktis. Det ligger i Västantarktis. Argentina, Chile och Storbritannien gör anspråk på området. Crame Col ligger 175 meter över havet.
Terrängen runt Crame Col är huvudsakligen kuperad, men norrut är den platt. Havet är nära Crame Col åt nordväst. Trakten är glest befolkad. Närmaste befolkade plats är Mendel Polar Station, 3,4 kilometer nordost om Crame Col. 